# Векторный потенциал электромагнитного поля
Ве́кторный потенциа́л электромагни́тного по́ля, A (вектор-потенциал, магнитный потенциал) — в электродинамике, векторный потенциал, ротор которого равен магнитной индукции:
{\displaystyle \mathbf {B} =\operatorname {rot} \mathbf {A} =\nabla \times \mathbf {A} }.
Определяется с точностью до градиента произвольной скалярной функции {\displaystyle \nabla \psi }. Измеряется в Тл{\displaystyle \cdot }м (СИ) или Гс{\displaystyle \cdot }см (СГС).
Вектор-потенциал ({\displaystyle \mathbf {A} }) является пространственной компонентой 4-вектора электромагнитного потенциала.

## Уравнения Максвелла
Одним из способов записи уравнений Максвелла является формулировка в терминах векторного и скалярного потенциалов.
При этом уравнение {\displaystyle \operatorname {div} \mathbf {B} =0} удовлетворяется автоматически.
Подстановка выражения для {\displaystyle \mathbf {A} } в
{\displaystyle \operatorname {rot} \mathbf {E} =-{\frac {\partial \mathbf {B} }{\partial t}}}
приводит к уравнению
{\displaystyle \operatorname {rot} \left(\mathbf {E} +{\frac {\partial \mathbf {A} }{\partial t}}\right)=0,}
согласно которому, так же как и в электростатике, вводится скалярный потенциал. Однако теперь в {\displaystyle \mathbf {E} } вносят вклад и скалярный, и векторный потенциалы:
{\displaystyle \mathbf {E} =-\operatorname {grad} \;\varphi -{\frac {\partial \mathbf {A} }{\partial t}}.}
Из уравнения {\displaystyle \operatorname {rot} \mathbf {H} =\mathbf {j} +{\frac {\partial \mathbf {D} }{\partial t}}} следует
{\displaystyle \operatorname {rot} \;\operatorname {rot} \mathbf {A} =\mu _{0}\mathbf {j} +\varepsilon _{0}\mu _{0}{\frac {\partial }{\partial t}}\left(-\operatorname {grad} \;\varphi -{\frac {\partial \mathbf {A} }{\partial t}}\right).}
Используя равенство {\displaystyle \operatorname {rot} \;\operatorname {rot} \mathbf {A} =\operatorname {grad} \;\operatorname {div} \mathbf {A} -\nabla ^{2}\mathbf {A} }, уравнения для векторного и скалярного потенциалов можно записать в виде
{\displaystyle \Delta \mathbf {A} -\operatorname {grad} \left(\operatorname {div} \mathbf {A} +{\frac {1}{c^{2}}}{\frac {\partial \varphi }{\partial t}}\right)-{\frac {1}{c^{2}}}{\frac {\partial ^{2}\mathbf {A} }{\partial t^{2}}}=-\mu _{0}\mathbf {j} ,}
{\displaystyle \Delta \varphi +{\frac {\partial }{\partial t}}\operatorname {div} \mathbf {A} =-{\frac {\rho }{\varepsilon _{0}}}.}

### Вектор-потенциал и магнитный поток
В соответствии с теоремой Стокса, магнитный поток {\displaystyle \Phi } через контур {\displaystyle L} легко выразить через циркуляцию векторного потенциала {\displaystyle \mathbf {A} } по этому контуру:
{\displaystyle \Phi =\oint \limits _{L}\mathbf {A} \cdot \mathbf {dl} .}

## Калибровка векторного потенциала
Легко убедиться, что преобразования
{\displaystyle \mathbf {A} \rightarrow \mathbf {A} +\nabla \psi ,}
{\displaystyle \varphi \rightarrow \varphi -{\frac {\partial \psi }{\partial t}},}
где {\displaystyle \psi } — произвольная скалярная функция координат и времени, не изменяют уравнений Максвелла (калибровочная инвариантность, по теореме Нётер ей соответствует закон сохранения электрического заряда). Для удобства решения этих уравнений накладывают дополнительное искусственное условие, называемое калибровкой потенциала. При решении различного класса задач удобнее бывает та или иная калибровка. Широкое распространение получили две — калибровка Кулона и калибровка Лоренца.

### Калибровка Кулона
Калибровкой Кулона называют выражение:
{\displaystyle \operatorname {div} \mathbf {A} =0.}
Эта калибровка удобна для рассмотрения магнитостатических задач (с постоянными во времени токами).

### Калибровка Лоренца
Калибровкой Лоренца называют условие равенства нулю 4-дивергенции потенциала:
{\displaystyle \partial _{\mu }A^{\mu }={\frac {\partial A^{\mu }}{\partial x^{\mu }}}=\operatorname {div} \mathbf {A} +{\frac {1}{c}}{\frac {\partial \varphi }{\partial t}}=0.}
В этом случае уравнения переписываются в виде даламбертианов.
В системе СИ:
{\displaystyle \square \mathbf {A} \equiv \Delta \mathbf {A} -{\frac {1}{c^{2}}}{\frac {\partial ^{2}\mathbf {A} }{\partial t^{2}}}=-\mu _{0}\mathbf {j} ,}
{\displaystyle \square \varphi \equiv \Delta \varphi -{\frac {1}{c^{2}}}{\frac {\partial ^{2}\varphi }{\partial t^{2}}}=-{\frac {\rho }{\varepsilon _{0}}}.}
В Гауссовой СГС:
{\displaystyle \square \mathbf {A} \equiv \Delta \mathbf {A} -{\frac {1}{c^{2}}}{\frac {\partial ^{2}\mathbf {A} }{\partial t^{2}}}=-{\frac {4\pi }{c}}\mathbf {j} ,}
{\displaystyle \square \varphi \equiv \Delta \varphi -{\frac {1}{c^{2}}}{\frac {\partial ^{2}\varphi }{\partial t^{2}}}=-4\pi \rho .}
Уравнения, записанные в таком виде, удобнее использовать для решения нестационарных задач.

## Физический смысл векторного потенциала
Обычно считается, что векторный потенциал — величина, не имеющая непосредственного физического смысла, вводимая лишь для удобства выкладок. Однако удалось поставить эксперименты, показавшие, что векторный потенциал доступен непосредственному измерению. Подобно тому, как электростатический потенциал связан с понятием энергии, векторный потенциал обнаруживает тесную связь с понятием импульса.

### Смещение квантовомеханической фазы
Влияние магнитного поля на движение квантовой частицы приводит к смещению фазы:
{\displaystyle \Delta \varphi _{H}={\frac {e}{\hbar c}}\int _{S}^{}(\mathbf {A} ,\;d\mathbf {l} ),}
где {\displaystyle e} — заряд электрона, {\displaystyle c} — скорость света в вакууме, {\displaystyle \hbar } — приведенная постоянная Планка, {\displaystyle \mathbf {A} } — векторный потенциал магнитного поля и {\displaystyle d\mathbf {l} } — элемент траектории движения частицы.
При этом смещение фазы возникает и тогда, когда частица проходит по областям, в которых {\displaystyle \mathbf {B} =0}, не равен нулю только {\displaystyle \mathbf {A} }. Например, это происходит при наблюдении эффекта Ааронова — Бома.

### Обобщённый импульс
При движении частицы в электромагнитном поле полный импульс {\displaystyle \mathbf {P} } равен не просто {\displaystyle \mathbf {p} ={\frac {m\mathbf {v} }{\sqrt {1-v^{2}/c^{2}}}}}, а {\displaystyle \mathbf {p} +q\mathbf {A} }. Следовательно, при движении частицы в чисто магнитном поле сохраняется именно эта величина. Налицо аналогия с полной энергией частицы {\displaystyle E=T+U={\frac {mc^{2}}{\sqrt {1-v^{2}/c^{2}}}}+q\varphi }, которую можно считать суммой кинетической и потенциальной энергии.

### Импульс частицы при быстром отключении магнитного поля
Если заряженная частица находится вблизи источника магнитного поля, которое в определённый момент времени быстро отключают, то она приобретает дополнительный импульс {\displaystyle \Delta \mathbf {p} =q\mathbf {A} } даже в том случае, если {\displaystyle \mathbf {B} } в точке нахождения частицы было равно нулю (например, с внешней стороны соленоида). В частности, если частица до отключения поля покоилась, то она начинает движение с импульсом, равным {\displaystyle q\mathbf {A} }. Таким образом мы получаем возможность непосредственно измерить векторный потенциал в макроскопической системе.
При изменении векторного потенциала возникает электрическое поле:
{\displaystyle \mathbf {E} =-{\frac {\partial \mathbf {A} }{\partial t}}.}
Запишем второй закон Ньютона в обобщённой форме:
{\displaystyle {\frac {d\mathbf {p} }{dt}}=\mathbf {F} ,}
{\displaystyle {\frac {d\mathbf {p} }{dt}}=q\mathbf {E} +q[\mathbf {v} \times \mathbf {B} ]=-q{\frac {\partial \mathbf {A} }{\partial t}}+q[\mathbf {v} \times [\nabla \times \mathbf {A} ]].}
Если поле отключается достаточно быстро и скорость частицы невелика, то
{\displaystyle {\frac {\partial \mathbf {A} }{\partial t}}\gg [\mathbf {v} \times [\nabla \times \mathbf {A} ]],}
а частная производная по времени практически совпадёт с полной:
{\displaystyle {\frac {d\mathbf {A} }{dt}}={\frac {\partial \mathbf {A} }{\partial t}}+(\mathbf {v} \cdot \nabla )\mathbf {A} \approx {\frac {\partial \mathbf {A} }{\partial t}}.}
Итого имеем:
{\displaystyle {\frac {d\mathbf {p} }{dt}}=-q{\frac {d\mathbf {A} }{dt}}.}
Интегрируем по времени:
{\displaystyle \mathbf {p} '-\mathbf {p} =-q(\mathbf {A} '-\mathbf {A} ).}
И так как {\displaystyle \mathbf {A} '=0}, получаем {\displaystyle \Delta \mathbf {p} =q\mathbf {A} .}

## Единицы измерения
В системе СИ единицей векторного потенциала является вебер на метр (Вб/м, размерность — В·с/м =
кг·м·с−2·А−1).